# Carlos Camacho

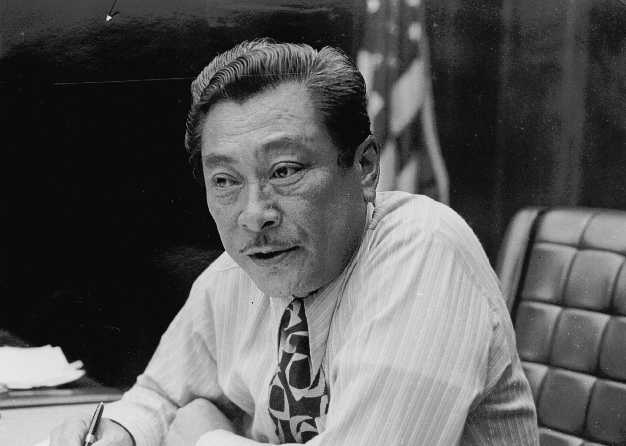
Carlos Camacho

Carlos Garcia Camacho (* 16. November 1924 in Agana; † 16. Dezember 1979) war von 1969 bis 1975 Gouverneur von Guam. Der Zahnarzt war der erste frei gewählte Gouverneur der Insel.
Camacho war Mitglied der Republikanischen Partei, genau wie sein Sohn Felix Perez Camacho, der später ebenfalls Gouverneur von Guam wurde.